# 羅馬申辦2020年夏季奧運會計劃
羅馬申辦2020年夏季奧運會計劃（英語：Roma 2020）是義大利羅馬及義大利奧林匹克委員會共同申辦2020年夏季奧運會計劃。羅馬曾經主辦1960年夏季奧運會。羅馬後來退出申辦，因為缺乏義大利政府支持 。羅馬也可能爭取2024年夏季奧運會主辦權 。
2013年9月7日，在阿根廷首都布宜诺斯艾利斯举行的第125届国际奥委会全体会议上决定2020年夏季奧運會申办城市。